# Gare de Cordemais
La gare de Cordemais est une gare ferroviaire française de la ligne de Tours à Saint-Nazaire, située au lieu-dit La Croix-Morzel, sur le territoire de la commune de Cordemais, à environ 2,5 km au nord-est du bourg, dans le département de la Loire-Atlantique, en région Pays de la Loire.
Elle est mise en service en 1857 par la Compagnie du chemin de fer de Paris à Orléans (PO). C'est aujourd'hui une halte ferroviaire de la Société nationale des chemins de fer français (SNCF) desservie par des trains TER Pays de la Loire.

## Situation ferroviaire
Établie à 7 mètres d'altitude, la gare de Cordemais est située au point kilométrique (PK) 459,111 de la ligne de Tours à Saint-Nazaire, entre les gares de Saint-Étienne-de-Montluc et de Savenay. 

## Historique

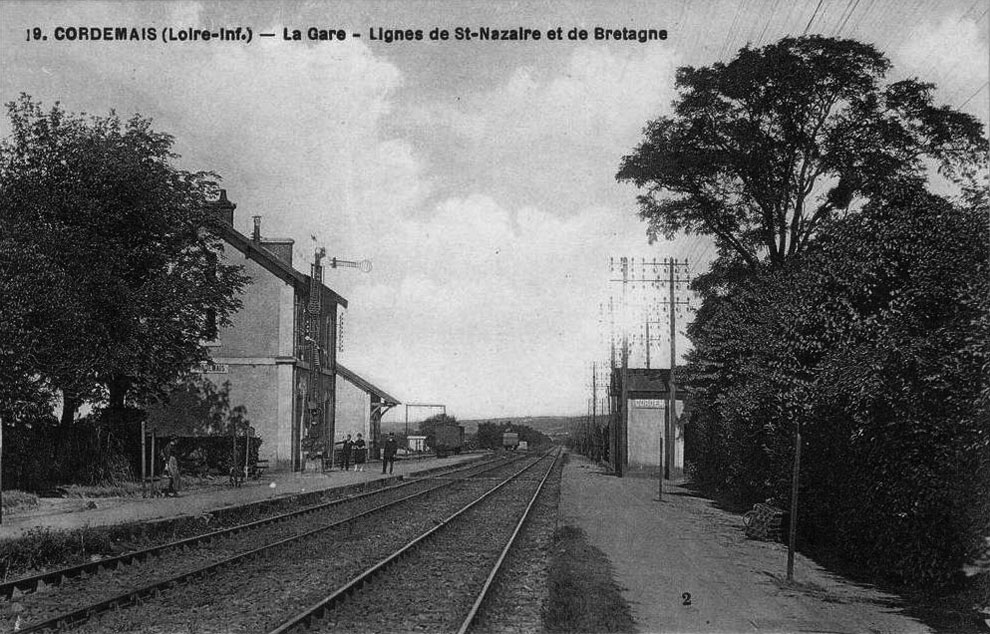
La gare du PO vers 1900.

Construite par la compagnie du chemin de fer de Paris à Orléans (PO) avec la voie de Nantes à Saint-Nazaire, il s'agit d'une station de 4e classe ayant nécessité 20 200 fr pour le bâtiment voyageurs, appelé débarcadère, et qui comporte une halle à marchandises. Elle est édifiée à 3 kilomètres du village, bourg centre de la commune de Cordemais. La compagnie inaugure les 62 kilomètres de la ligne le 10 août 1857.
Au cours de la seconde Guerre mondiale la création de la poche de Saint-Nazaire fait de la gare, entre octobre 1944 et le 26 avril 1945, un passage obligé pour les évacuations organisées par la Croix-Rouge. Située dans une zone régulièrement bombardée entre la ligne de défense allemande et les alliés, le danger est permanent mais un nombre important de civils vont pouvoir bénéficier des convois sanitaires, 1 800 d'entre eux prendront le premier. Une plaque rappelle ce souvenir sur le monument de la gare de Cordemais, l'inscription indique « Entre août 1944 et mai 1945, la gare de Cordemais restera le seul lieu de passage entre la France libérée et la poche de Saint-Nazaire. Cette pierre de granit provient du phare de l'île de Sein, compagnon de la Libération, détruit par les allemands, le 3 août 1944. »
Après la guerre, le bâtiment voyageurs détruit est remplacé par un bâtiment provisoire en bois avant d'être reconstruit.

## Service des voyageurs

### Accueil

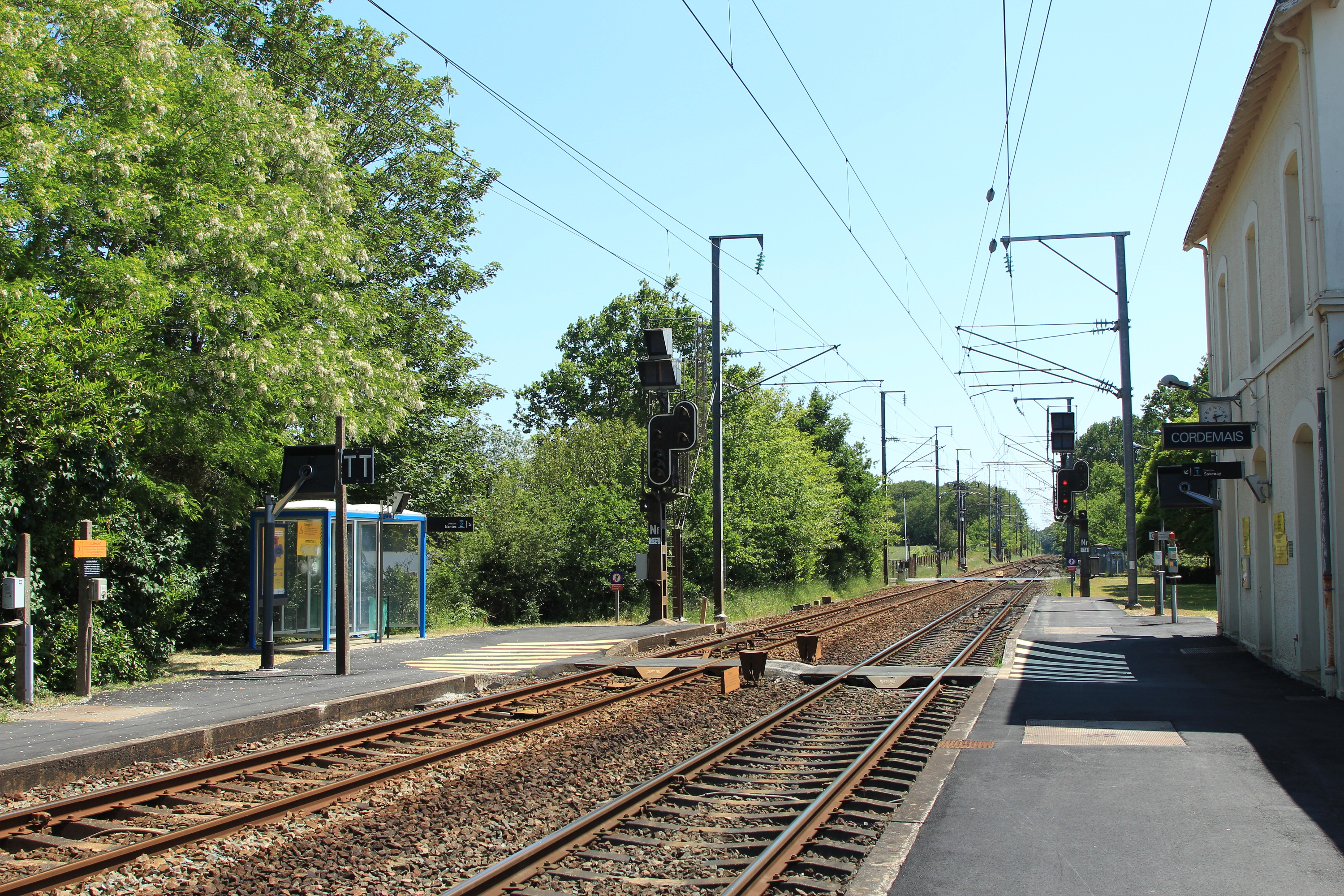
Quais de la gare vus en direction de Tours.

Halte SNCF, c'est un point d'arrêt non géré (PANG), équipé de deux quais avec abris. 

### Desserte
Cordemais est desservie par des trains TER Pays de la Loire omnibus circulant entre Nantes et Savenay. Certains d'entre eux sont prolongés ou amorcés à Saint-Nazaire, Le Croisic, Redon ou Quimper, principalement les samedis et dimanches.

### Intermodalité
Un parc à vélos et un parking pour les véhicules sont aménagés.